# سمكة أنبوبية
السمكة الأنبوبية نوعٌ من الأسماك اشتُقَّ اسمها من خرطومها الطويل الذي يُشبه الأنبوبة أو المزمار. وتُسمى أيضًا سمكة مارد البحر. وتشكل الأسماك الأنبوبية طائفةً من السمك تعيش في البحار المعتدلة والدافئة. ولكثيرٍ منها جسم طويل نحيلٌ كما في الحيَّة، ويُغطَّى الجسم بقشورٍ عظمية وينتهي الخرطوم الطويل بفمٍ صغيرٍ ضيقٍ بلا أسنان. وعادة ما يكون الجسم بلونٍ أخضر، أو بُني لتختلط بالأعشاب البحرية التي تعيش معظمها فيها.
وسمكة المحيط الأنبوبية في الأطلسي من أكبر الأسماك الأنبوبية. وهي رقيقةٌ للغاية، ويبلغ طولها أكثر من 60سم. أما السمكة الأنبوبية ذات الأشرطة الزرقاء في المحيطيْن الهندي والهادئ فهي واحدة من أصغر الأنواع فطولها حوالي 6 سم.
لذكور الأسماك الأنبوبية جيب غريبٌ على بطونها تحمل فيه البيض، إذ تضع أنثى السمك البيض في هذا الجيب، حيث يفقس فيه. تبقى صغار السمك الأنبوبي بالجيب حتى تستطيع أن ترعى نفسها وتتمكن من مغادرته. أما في سمكة الشبح الأنبوبية بالمحيطيْن الهندي والهادئ، فإن الأنثى هي التي تحمل البيض في جيبٍ يتكون من الزعانف الحوضية.